# Christoforos Stefanidis
Christoforos Stefanidis (griechisch Χριστόφορος Στεφανίδης, * 28. Juli 1980 in Athen) ist ein griechischer Basketballspieler, der bei einer Körpergröße von 1,87 m auf den Positionen des Point Guards bzw. des Shooting Guards eingesetzt werden kann.

## Karriere
Stefanidis durchlief einige Jugendabteilungen des AO Paleo Faliro, bevor er zur Saison 1999/2000 in dessen Herrenmannschaft berufen wurde. Das ansässige Team aus Paleo Faliro, spielte damals in der A2 Ethniki, der zweiten Liga im griechischen Basketballwettbewerb für Vereinsmannschaften. Bereits in seiner ersten Saison kam Stefanidis in 25 von 26 möglichen Spielen zum Einsatz. Gehörte zur festen Rotation des Kaders und durch seine konstant guten Leistungen bekam er auch immer Einsatzzeit auf dem Parkett. Seine beste Saison für Paleo Faliro, lieferte der Spielmacher zur Saison 2002/03. In 26 Spielen kam er auf 280 Punkte und legte 76 Asistts auf. In jener Saison belegte hinter dem Apollon Patras, der AO Paleo Faliro mit 18 Siegen aus 26 Spielen den zweiten Rang der zweiten Liga, welcher zum Aufstieg in die damalige A1 Ethniki berechtigte. Allerdings beantragte aus finanziellen Gründen die Vereinsführung keine Lizenz für die erstklassige Liga und verblieb weiterhin in der A2. Der Aufstiegsplatz übertrug sich damit auf den drittplatzierten Ilisiakos Athen, der Anstellte von Paleo Faliro ins Oberhaus aufrückte. Nach einigen Spielerabgängen rutsche das Team zur Folgesaison auf Rang neun ab. Stefanidis Leistungen mit 273 Punkten in 26 Spielen waren aber weiterhin auf konstant hohem Level. Durch seinen anschließenden Wechsel zu Marousi Honda, der in der ersten Liga spielte, gelang dem Point Guard doch noch der Weg ins Oberhaus und spielte für jene Mannschaft, durch die Teilnahme am ULEB Cup, auch auf internationalem Boden. Sein Debüt im europäischen Wettbewerb gab Stefanidis an der Seite von Vasilis Spanoulis und Kostas Kaimakoglou am 9. November 2004, im Spiel gegen die MPC Capitals aus Groningen, welches Marousi mit 85:51 Punkten gewonnen hatte. Nach überstandener Gruppenphase, die Marousi auf dem ersten Rang beendete, und dem Achtelfinalerfolg gegen den polnischen Vertreter Deichmann Śląsk Wrocław, traf man Anfang März 2005 im Viertelfinale des Wettbewerbs auf den Basketballklub Makedonikos. Im eigenen Stadion verlor Marousi das Hinspiel mit 89:92 Punkten. Im Rückspiel verbuchte der Verein zwar einen Sieg gegen den aus der eigenen Liga stammenden Makedonikos, dieser reichte aber nicht aus um das Weiterkommen zu garantieren. Mit dem 76:75 Punktesieg lag man im Gesamtergebnis zwei Punkte zurück.
In der heimischen Liga beendete Marousi die Hauptrunde hinter Panathinaikos auf dem zweiten Rang. Stefanidis hatte längst nicht die dominante Rolle inne die er noch zu Zeiten als Spielmacher des Paleo Faliro einnahm. Trainer Panagiotis Giannakis hatte Stefanidis als Backup für Spielmacher Roderick Blakney ins Team geholt. In 26 Spielen der Hauptrunde kam Stefanidis in 18 Spielen zum Einsatz. Bei einer durchschnittlichen Einsatzzeit von 8:33 Minuten kam er auf 2,33 Punkte pro Spiel. In der ersten Runde der folgenden Playoffs bekam es Marousi mit Makedonikos zu tun. Dem Team, dem man sich einige Wochen zuvor noch im Viertelfinale des ULEB Cups geschlagen geben musste. So verlor man auch dieses Mal das erste Spiel mit 83:93 Punkten. Setzte sich aber in den beiden folgenden Partien erfolgreich durch. Im Halbfinale beendete dann der AEK Athen etwaige Titelambitionen des Marousi und auch im kleinen Finale, im Spiel um Platz drei konnte man sich nicht gegen Panionios durchsetzen. In sieben Spielen der Playoffs kam Stefanidis zum Einsatz. Bei durchschnittlich 9:16 Minuten kamen insgesamt weitere 24 Treffer hinzu. Über die komplette Saison bedeute dies 25 Einsätze mit einer Ausbeute von 66 Punkten. Blakney kam in 33 Spielen auf 489 Punkte. Topscorer des Teams war Spanoulis mit 558 Punkten in 35 Spielen. Spanoulis wechselte dann zu Panathinaikos und Marousi ersetzte diesen Abgang auf der Position des Shooting Guards mit Alexis Kyritsis.
Zur Saison 2005/06, der zweiten Saison für Stefanidis bei Marousi, scheiterte die Mannschaft erneut im Halbfinale der Playoffs um die griechische Meisterschaft. Zunächst traf Marousi im Viertelfinale auf PAOK Saloniki um deren Kapitän Kostas Vasileiadis, die man mit 2:1 Spielen bezwingen konnte. Mit 2:3 Spielen gab man sich im Halbfinale dem Olympiakos geschlagen und auch im kleinen Finale scheiterte man an Aris Saloniki. Wieder einmal belegte Marousi Rang vier in der heimischen Meisterschaft. Mit 116 Punkten in 26 Spielen, bei einer durchschnittlichen Einsatzzeit von 15:15 Minuten, gewann Stefanidis auch mehr an Bedeutung für seine Mannschaft. International gastierte man jene Saison im EuroCup. Nach überstandener ersten Gruppenphase die Marousi auf dem ersten Rang beendete, Stefanidis lieferte im Spiel gegen MPC Capitals mit 13 Punkten sein bestes Spiel im EuroCup ab, traf man in der zweiten Gruppenphase unter anderem auf den deutschen Vertreter RheinEnergie Köln der die Gruppe hinter Marousi auf dem zweiten Rang beenden konnte. Im Viertelfinale bekam es der griechische Vertreter dann mit dem Vorjahresgewinner Dynamo St. Petersburg zu tun. Das russische Team, das von Fotis Katsikaris trainiert wurde, besiegte Marousi klar in zwei Spielen und verhinderte damit den Einzug ins abschließende Final Four Turnier. Zumindest im heimischen Pokal erreichte man das Finale des Wettbewerbs, musste sich dort aber Panathinaikos mit 57:68 Punkten geschlagen geben.
Weitere drei Spielzeiten lief Stefanidis für Marousi auf und zur Saison 2008/09 beendete der Verein seine Saison auch auf dem dritten Rang, welcher damals zur Teilnahme an der Euroleague, dem höchstdotierten europäischen Wettbewerb für Vereinsbasketball, berechtigte. Stefanidis jedoch wechselte zu EK Kavalas, da er bei Marousi nie wirklich über seine Reservistenrolle hinausgewachsen war.